# Janusz Kozioł

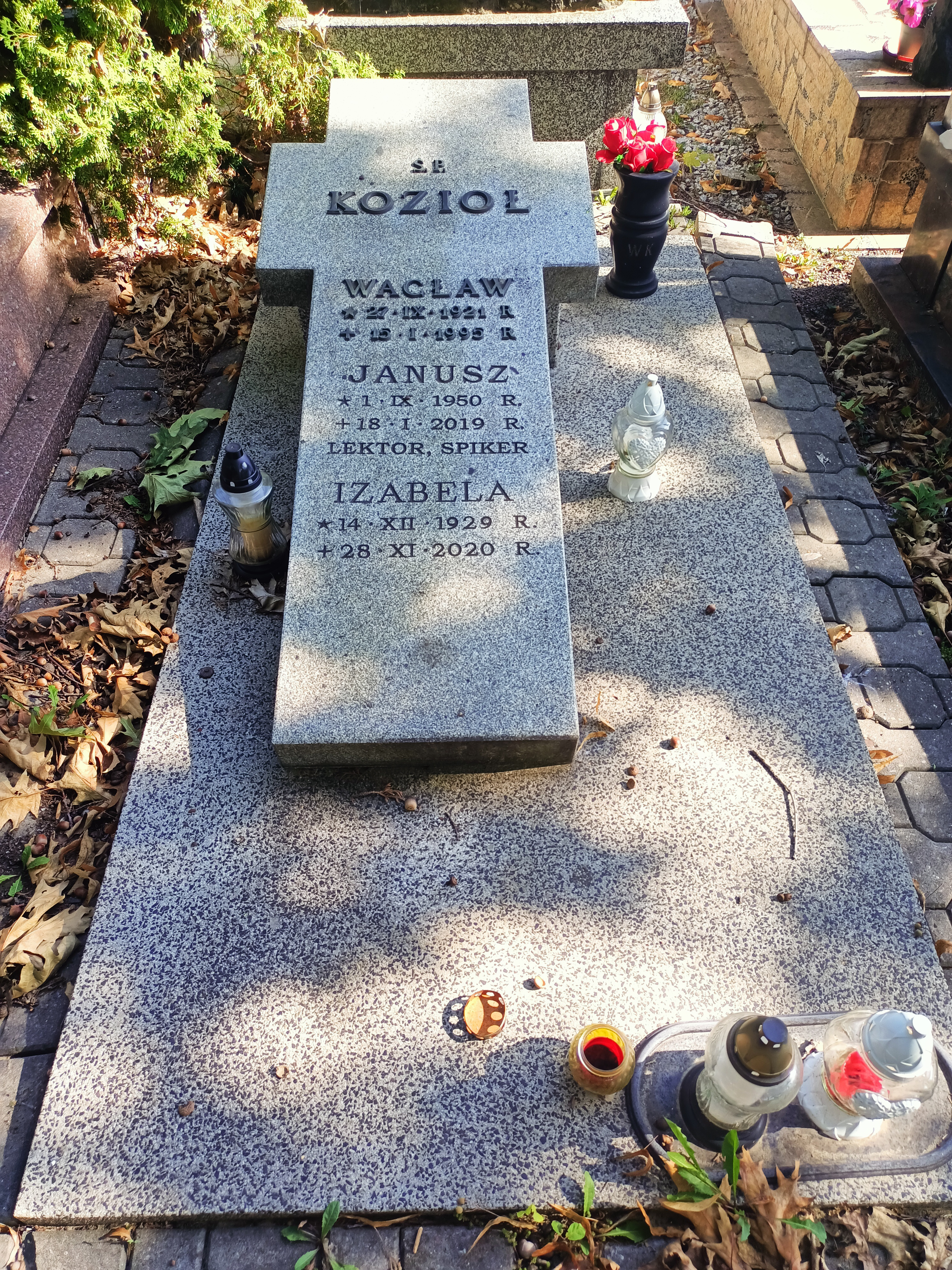
Grób Janusza Kozioła na Cmentarzu Komunalnym Północnym w Warszawie

Janusz Kozioł, właśc. Włodzimierz Janusz Kozioł (ur. 1 września 1950 w Warszawie, zm. 18 stycznia 2019 tamże) – polski lektor filmowy, radiowy i telewizyjny, aktor dubbingowy, telewizyjny, teatralny, filmowy i głosowy, spiker radiowy i telewizyjny, scenarzysta i reżyser dubbingowy.

## Życiorys
Był synem Wacława (1921-1995) i Izabeli z Wilczyńskich (1929-2020). Z zawodu był oficerem w wojskach pancernych LWP, ukończył Wojskową Akademię Techniczną. W wyniku kontuzji musiał zrezygnować z dalszej służby wojskowej i w 1973 rozpoczął pracę jako spiker w Polskim Radiu, a następnie jako lektor. Zarówno pracę żołnierza zawodowego, jak i lektora, rozpoczął w wyniku zbiegu okoliczności. Głosu użyczał m.in. w filmach i serialach. Można było go usłyszeć również w reklamach, oprócz tego czytał też książki mówione dla osób niewidomych i słabowidzących. Jego głos pojawił się też w reklamach PKO BP i leku na gardło Vocaler.
Przez ostatnie lata swojego życia czytał filmy i seriale głównie na kanałach Filmboxu, Stopklatki TV, Zoom TV TV Puls oraz TVP ABC.

### Choroba i śmierć
W 2016 zachorował na stwardnienie zanikowe boczne opuszkowe - SLA. W styczniu 2019 jego córka Karolina zorganizowała internetową zbiórkę 30 tys. zł na jego leczenie, w której w dniach 16–17 stycznia zebrano ok. 265 tys. złotych. Zmarł 18 stycznia 2019 roku. Został pochowany na cmentarzu komunalnym Północnym w Warszawie.
Ponad 215 tys. zł z zebranej kwoty zostało przekazane w równych częściach na rzecz organizacji zajmujących się SLA, a wsparcie otrzymało Hospicjum Domowe im. Cicely Saunders, Fundacja Hospicjum Onkologiczne św. Krzysztofa, Fundacja „Daj Mi Skrzydła” i serwis internetowy Dignitas Dolentium.

## Filmografia

### Anime
- Baśnie braci Grimm (Czerwony Kapturek, Wesele u lisa, Jorinde i Joringal, Kot w butach) (VHS)
- Daikengo – strażnik kosmosu
- Fantastyczny świat Paula (Polonia 1)[12]
- Księżniczka i Żebrak (VHS)
- Ninja Cudowny Chłopak (VHS)
- Starzan, Tarzan z Gwiazd (VHS)
- Super Dan (Polonia 1)
- Yattaman (odc. 1-20) (Polonia 1)[7]

### Filmy animowane
- Choinka (VHS)
- Dzielny mały Toster (VHS)
- Kropeczka i wieloryb (VHS)
- Kropeczka jedzie do Hollywood (VHS)
- Królowa Śniegu (VHS)
- Nowe Przygody Olivera (VHS)
- Wyprawa Piotrusia na Księżyc (VHS Notoria)

### Filmy fabularne
- Brutalna śmierć (VHS)[13][14]
- Gang Olsena (Filmbox, Zoom TV)
- Gwiezdne wojny 5: Imperium kontratakuje (VHS)
- Maska (TVN)
- Naga Broń (Polsat)
- Naga Broń 2: Kto Obroni Prezydenta (Polsat)
- Naga broń 33⅓: Ostateczna zniewaga (Polsat)
- Kapitan Ameryka (VHS)[15]
- Pani Doubtfire (Polsat)
- Super Mario Bros. (VHS)[16]
- RV: Szalone wakacje na kółkach (Polsat)

Filmy Romantyczne
- Summer Lovers - Letni kochankowie (Studio ARMFILM)

### Seriale animowane
- Amerykański tata (AXN Spin)
- Dziwolągi (Polsat)
- Futurama (TV4)
- Komandosi z podwórka (VHS)[7]
- Mój mały kucyk (wersja lektorska VHS)[7]
- Mój przyjaciel Monster (VHS)
- Snorksi (Snurki) (VHS Mada)
- Śliczne świnki (VHS)[7]
- Zwierzęta z Zielonego Lasu (TV4)

### Seriale telewizyjne
- ’Allo ’Allo! (BBC Brit, Filmbox)
- Benny Hill (Polsat)
- Cienka niebieska linia (odcinki 2, 6-14)
- Doktor Who (seria 9; Filmbox)
- Dziesiąte królestwo (TV Puls)
- Fringe
- Jaś Fasola (Polsat)
- Poirot (Filmbox)
- Sonda
- Tatort (Filmbox)
- Trawka (Filmbox)
- Wielcy detektywi. Sherlock Holmes (nn.)
- Supernatural (TVN)

### Telenowele
- Cristina (TVN)
- Cud miłości (Polsat, TV4)
- Fiorella (Polsat)
- Kiedy się zakocham... (TV4)
- Marina (TVN)
- Porywy serca (TVN)
- Ukryta miłość (TV4)
- Virginia (TVN)
- Za głosem serca (TV Puls)